# Roland Hattenberger
Roland Hattenberger (* 7. Dezember 1948 in Jenbach) ist ehemaliger österreichischer Fußballspieler.

## Wirken
Hattenberger begann seine Karriere als Spieler beim SK Jenbach, wo er von 1956 bis 1963 spielte. Danach ging er zum SC Kufstein und wechselte 1968 zur WSG Wattens, bevor er 1971 zur SSW Innsbruck in die Bundesliga kam. 1974 wechselte er nach Deutschland zum SC Fortuna Köln, wo er bis Ende 1977 blieb. Bis 1981 spielte er für den VfB Stuttgart, danach kam er zurück nach Österreich und war bis 1984 für die SSW Innsbruck und danach den SC Kufstein im Einsatz. 1987 beendete er seine aktive Laufbahn. Hattenberger spielte auch für die österreichische Nationalmannschaft und stand bei der Weltmeisterschaft 1978 in Argentinien im Kader. Verletzungsbedingt konnte er jedoch bei dieser WM kein Spiel bestreiten. Vier Jahre später stand Hattenberger bei der Weltmeisterschaft 1982 in Spanien erneut im Kader und kam auch bei vier der fünf Spiele zum Einsatz.
Hattenberger wurde in den Jahren 1972 und 1973 österreichischer Meister mit der SSW Innsbruck, 1973 wurde er auch österreichischer Cupsieger. Mit dem VfB Stuttgart wurde er 1979 deutscher Vizemeister.
Sein Sohn Matthias Hattenberger war genauso, wie er Fußballprofi in der österreichischen Ersten Liga.